# Rado Dvoršak
Rado Dvoršak, slovenski agronom in gospodarstvenik, * 11. junij 1930, Maribor,  † 7. junij 2003, Ljubljana

## Življenje in delo
Leta 1956 je diplomiral iz agronomije na ljubljanski Fakulteti za agronomijo, gozdarstvo in veterinarstvo. Po končanem študiju je kot agronom, tehnični direktor in nato kot direktor do 1968 služboval v Kmetijski zadrugi v Črnomlju. Pri Gospodarski zbornici Slovenije je bil vodja službe za kmetijstvo in gozdarstvo (1968–1972) in njen podpredsednik (1972–1977), nato je bil v letih 1977–1987 generalni direktor podjetja Slovin v Ljubljani in od 1987–1992 predstavnik beograjskega General exporta v Münchnu. Dvoršak je veliko prispeval k posodobitvi in povečanju Slovinove vinske trgovske kleti ter obnovi vinogradov na Kosovu.